# Anglo-portugalská smlouva (1373)
Anglo-portugalská smlouva je mezinárodní alianční smlouva uzavřená v Londýně dne 16. června 1373 mezi anglickým králem Eduardem III. a portugalským králem Ferdinandem I. Je považována za nejstarší stále platnou mezinárodní smlouvu na světě. Její účinnost byla pozastavena během trvání Iberské unie (1580–1640), následně byla její platnost mezi stranami opakovaně výslovně potvrzena.
Smlouva mj. stanovila:
| „                      | „Mezi našimi králi a jejich následníky, jejich panstvími, zeměmi, dominii, provinciemi, vazaly a všemi poddanými budou opravdová, vzájemná, stálá a věrná přátelství, setkávání, spojenectví a svazky upřímné lásky; rovněž jakožto opravdoví a věrní vládci budou od nynějška přáteli k přátelům, nepřátelé k nepřátelům toho druhého a budou si navzájem pomáhat na moři i na souši proti všem lidem, živým i mrtvým, bez ohledu na jejich postavení, hodnost a stav a proti jejich zemím, panstvím a dominiím.“ | “ |
| — (přeloženo z latiny) | |   |